# Anacridium rubrispinum
Anacridium rubrispinum är en insektsart som beskrevs av Bei-bienko 1948. Anacridium rubrispinum ingår i släktet Anacridium och familjen gräshoppor. Inga underarter finns listade i Catalogue of Life.